# Moschee von Tinmal

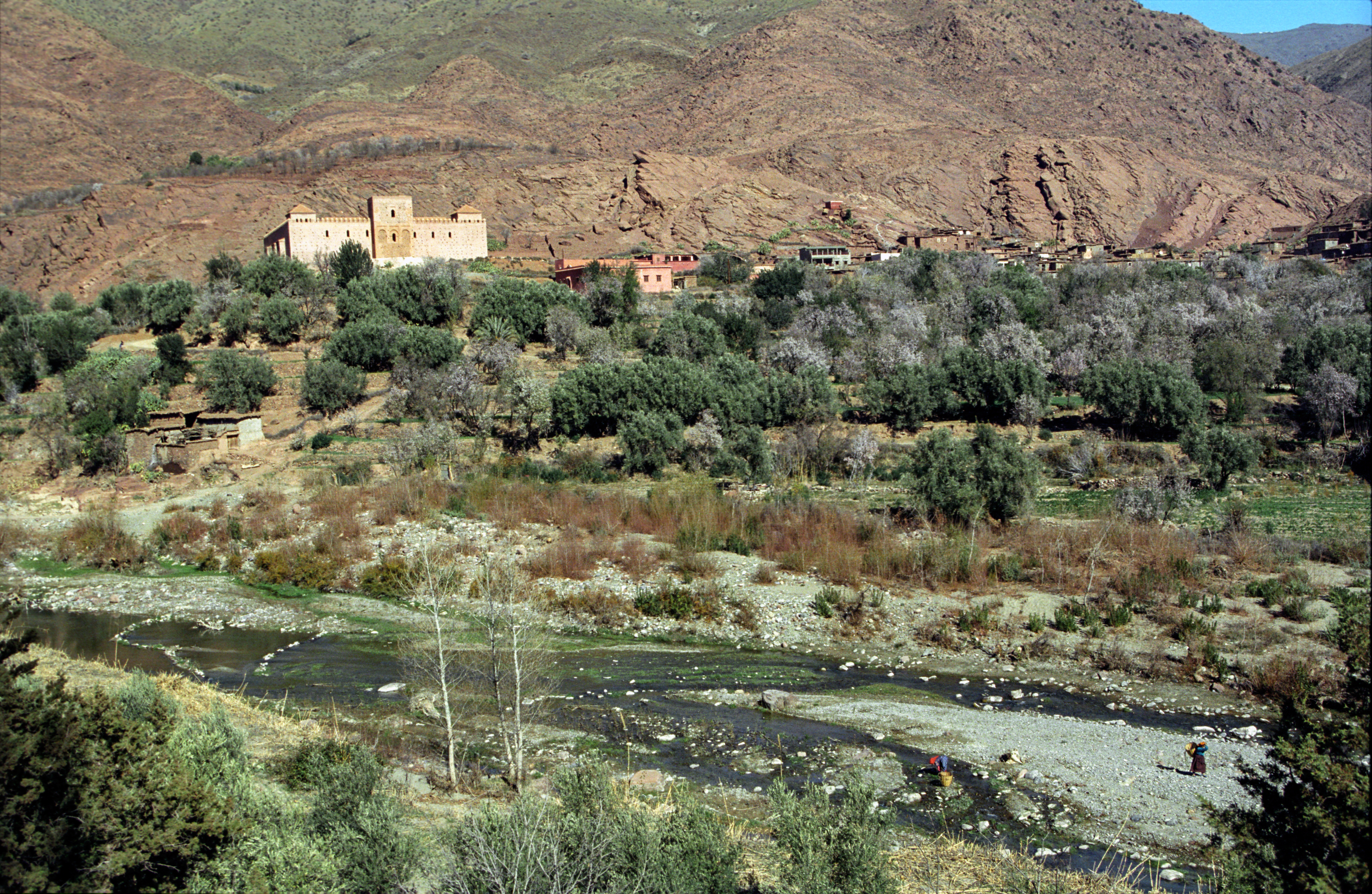
Moschee von Tinmal am Oued Nfiss, Hoher Atlas, Marokko

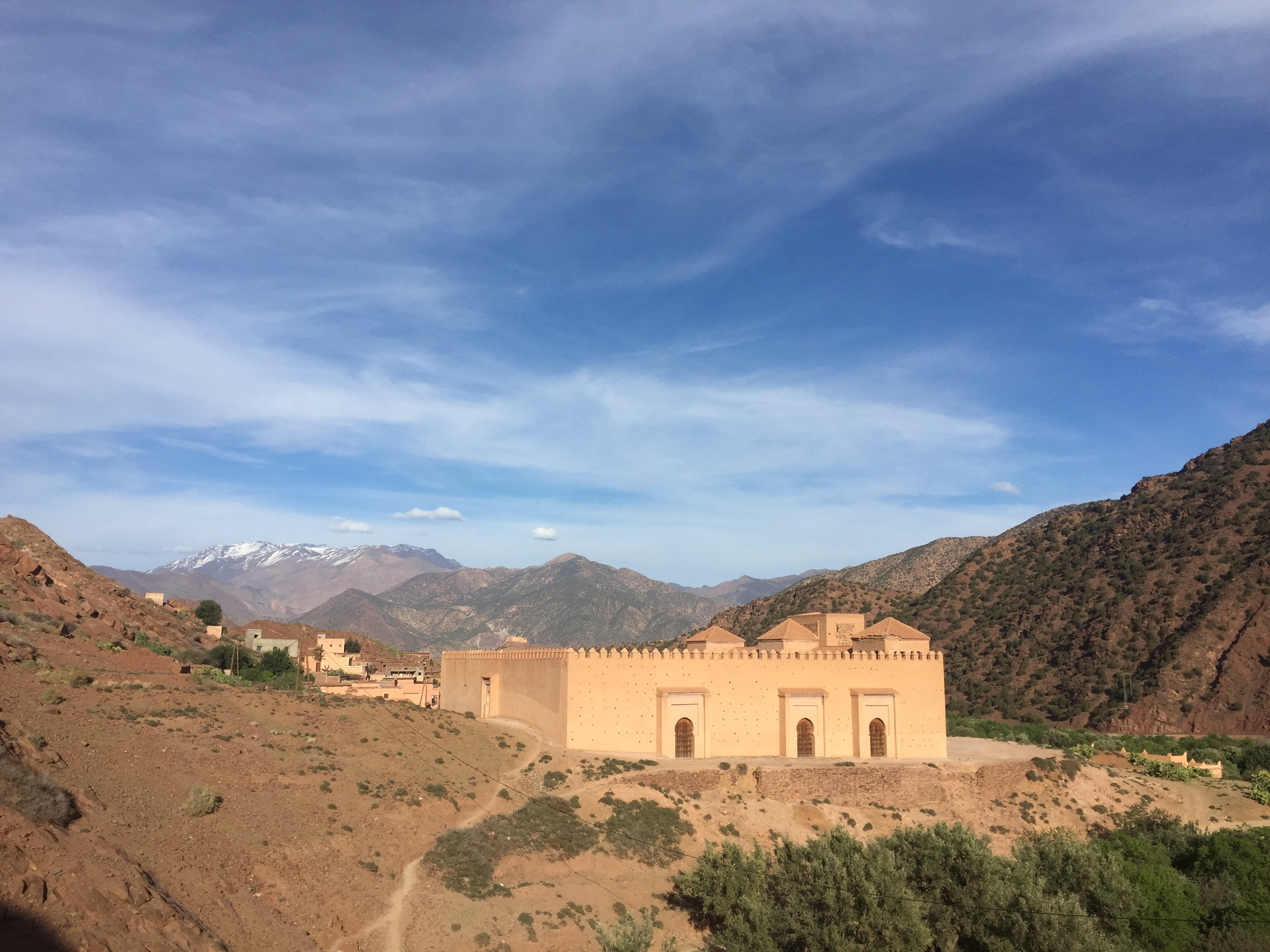
Moschee von Tinmal; im Hintergrund das Dorf Tinmal und die schneebedeckten Berge des Hohen Atlas

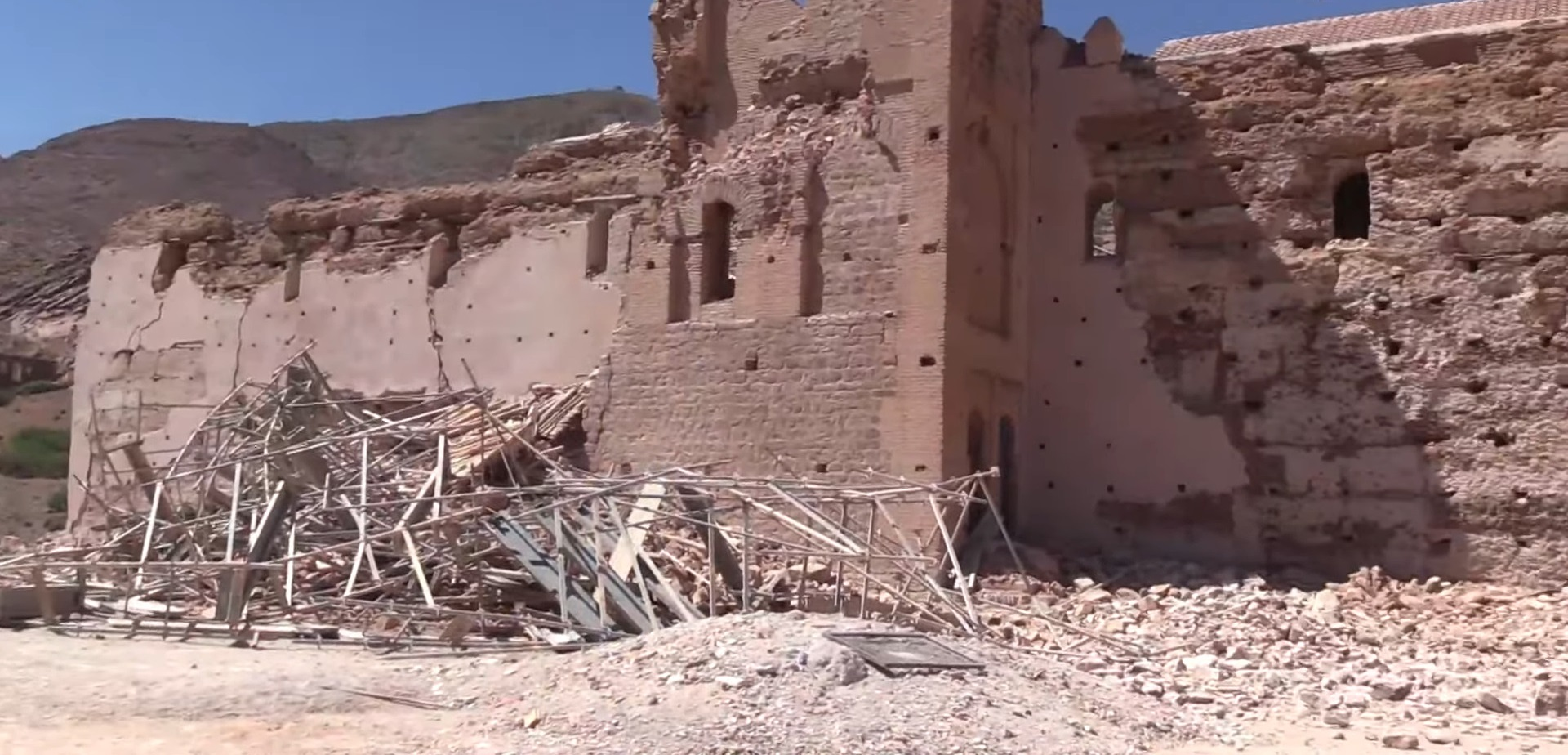
Minarett und Stampflehmmauern der Moschee von Tinmal nach dem Erdbeben in Marokko 2023

Die Moschee von Tinmal (arabisch تينمل, Taschelhit ⵜⵉⵏⵎⴻⵍ) ist nach dem Bergdorf Tinmal (auch Tinmel) in der Provinz Al Haouz in der Region Marrakesch-Safi in Marokko benannt. Der geschichtlich bedeutsame Ort, der heute zur Landgemeinde (commune rurale) Talat N’Yaaqoub gehört, war die Keimzelle des Almohadenreiches, das zwischen 1147 und 1269 über Marokko sowie zeitweise auch über weite Teile des Maghreb und der Iberischen Halbinsel herrschte. Die teilrestaurierte und auch für Touristen zugängliche Moschee stammt aus der Mitte des 12. Jahrhunderts.
Nur kurze Zeit nach der – in späterer Zeit wiederholt umgebauten – Großen Moschee von Taza errichtet, gilt die Moschee von Tinmal als original erhaltener Vorläufer der nicht nur in der islamischen Welt bekannten almohadischen Moscheebauten von Marrakesch, Sevilla und Rabat. Seit dem Jahr 1995 steht die Moschee von Tinmal auf der Tentativliste der Weltkulturerbestätten der UNESCO.
Beim Erdbeben am 8. September 2023 wurde das Kulturdenkmal, das nur 6 km vom Epizentrum des Erdbebens entfernt liegt, stark beschädigt. Das Minarett, die Arkaden des Gebetsaals sowie einige Außenwände sind eingestürzt. Das Dach des Gebetsaals mit einem berühmten Muqarnas-Dekor wurde ebenfalls zerstört.

## Lage
Tinmal liegt im Westen des Hohen Atlas in den Ausläufern des Toubkal-Massivs jenseits des – nach heftigen oder lang anhaltenden Regenfällen stark anschwellenden – Oued Nfiss etwa 106 km (Fahrtstrecke) südwestlich von Marrakesch bzw. ca. 55 km südwestlich des Bergorts Asni in einer Höhe von etwa 1270 m an der kurvenreichen Bergstraße R203, die über den Tizi n’Test-Pass und als N10 entlang des Oued Souss in Richtung Taroudannt führt.

## Geschichte
Die Geschichte der Moschee ist eng verknüpft mit dem Aufstieg der Almohaden in der ersten Hälfte des 12. Jahrhunderts, der hier in einem Ribat (islamische Grenzfestung) seinen Anfang nahm. Die Almohaden begründeten eine religiöse Reformbewegung, die Strenge und Spiritualität förderte. Sie setzten sich durch und errichteten einen neuen Staat im Westen Nordafrikas (den Maghreb) und Andalusien (Al-Andalus). In Erinnerung an das etwa 10 Jahre dauernde Bergexil Ibn Tumarts, des Begründers der Dynastie, und seiner Anhänger gründete dessen Nachfolger Abd al-Mu'min um 1153/54 die Moschee von Tinmal. Tinmal, wo sich das Grab von Ibn Toumart befindet, wurde zur heiligen Stadt und zum Pilgerort. Doch schon bald nach ihrer Fertigstellung verlor die abgelegene Moschee an Bedeutung und verfiel – bis sie in den 1980er Jahren unter Mithilfe zweier deutscher Architekten behutsam, d. h. ohne eine Rekonstruktion des Dachs, restauriert wurde.

## Architektur

### Außenbau

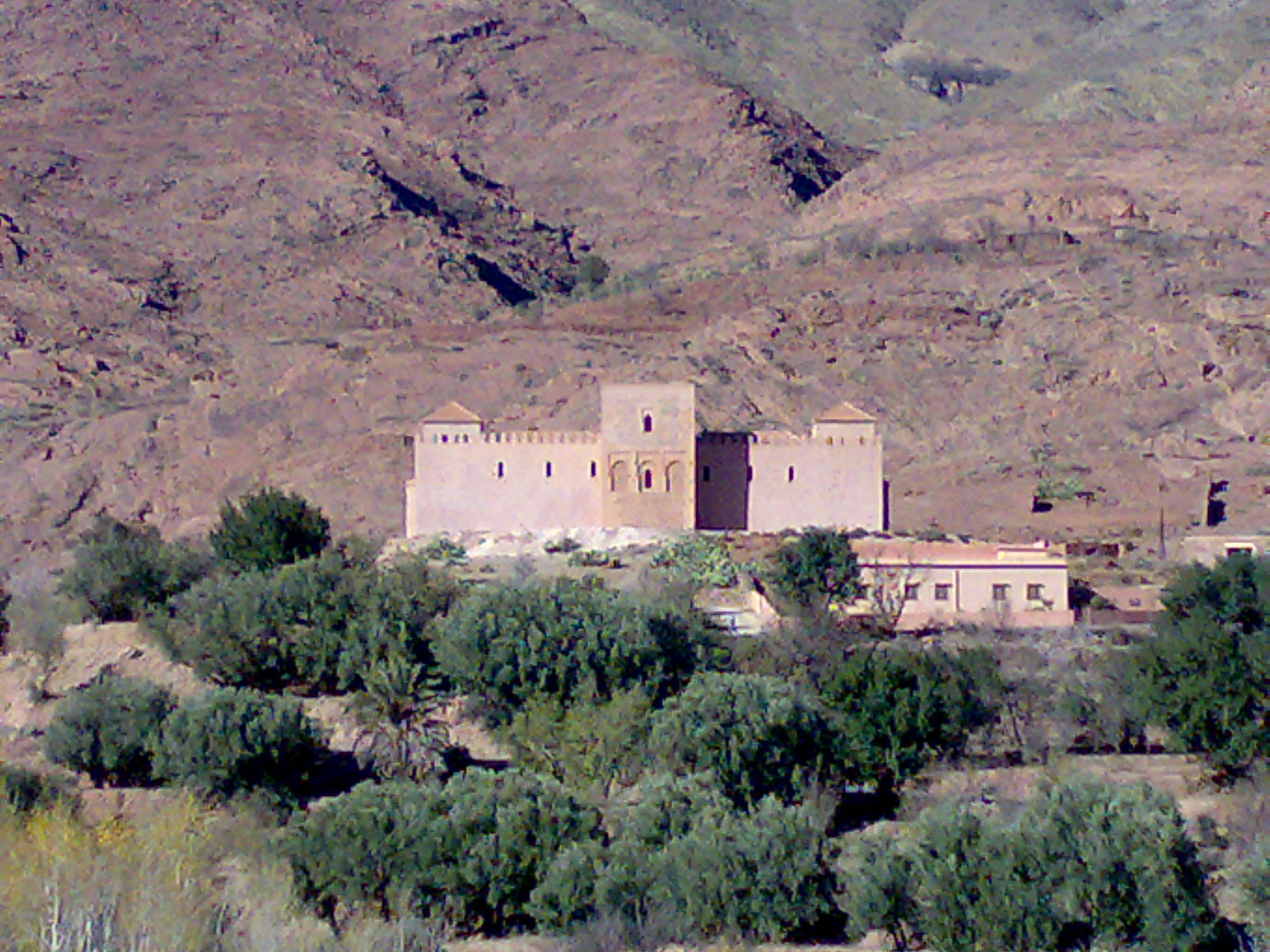
Moschee von Tinmal

Die Außenwände des ehemals von drei Seiten zugänglichen und nur ca. 48 × 43 m großen und von einem Zinnenkranz umgebenen Moscheebaues bestehen aus Stampflehm und sind – wie in Marokko üblich – vollkommen schmucklos gehalten; die Löcher zur Aufnahme der Querhölzer des Schalgerüsts sind deutlich erkennbar. Eine Besonderheit der Moschee von Tinmal sind zwei kleine (möglicherweise unvollendete) Türme in den Ecken der Qibla-Wand, die als Anklänge an die traditionelle Architektur Südmarokkos mit ihren Wohnburgen (Tighremts) verstanden werden können und an der nur wenige Jahre später erbauten Koutoubia-Moschee (Marrakesch) in anderer Form wiederkehren.

### Minarett
Im Unterschied zum Moscheebau ist das (möglicherweise ebenfalls unvollendet gebliebene) Minarett aus – mehr oder weniger gut behauenen – Steinen errichtet; es tritt leicht aus dem Baukörper der Moschee heraus und erhebt sich oberhalb der Mihrab-Nische – eine Ausnahme unter den almohadischen Minaretten. Bis auf drei einfache Blendarkaden mit rechteckigen Bogeneinfassungen (alfiz) ist das Minarett von Tinmal weitgehend schmucklos gestaltet. Die drei Blendarkaden können als Zitat desselben Motivs am Minarett der Sidi-Oqba-Moschee in Kairouan (Tunesien) interpretiert werden, wo allerdings – wegen der frühen Bauzeit – die Alfiz-Einrahmung der Bögen noch fehlt.

### Innenraum

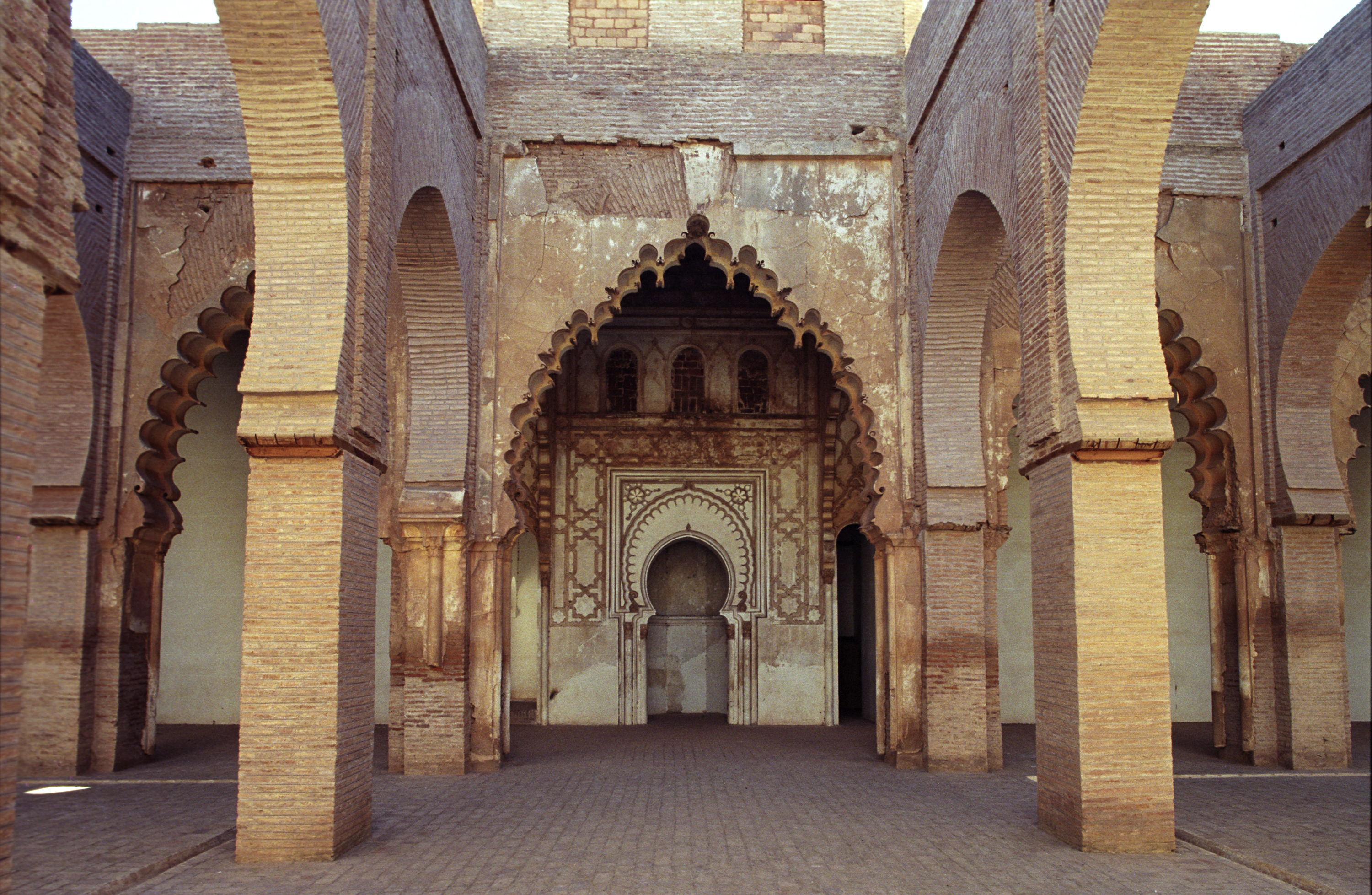
Pfeilerhalle mit Mihrab

Im Gegensatz zu den frühen Säulenmoscheen des westlichen Islam (Kairouan, Córdoba) dominieren in der Moschee von Tinmal – wie auch in den meisten anderen Moscheen Marokkos – aus Ziegelstein gemauerte Pfeiler mit aufsitzenden Hufeisenbögen das Moscheeinnere. Diese waren ehemals weiß verputzt und hatten weder Basis noch Kapitell; die Pfeiler vor dem Querschiff besaßen allerdings Säulenvorlagen und Kapitelle aus Stuck, die noch in Teilen erhalten sind. Das Mittelschiff und das Querschiff vor der Qibla-Wand sind leicht verbreitert, wodurch sich eine im Grundriss ablesbare T-Form ergibt – ein Kennzeichen aller almohadischen Moscheen. Abgesehen vom Querschiff mit seinen schönen – teilweise mit Muschelornamenten oder Flechtbandwerk verzierten – Arkadenbögen (Lambrequinbogen, Vielpassbögen) sowie Muqarnas-Stuckgewölben an der Decke, ist das Innere der Moschee weitgehend undekoriert, denn beim (Freitags-)Gebet sollten die Gläubigen nicht abgelenkt werden.

### Mihrab-Nische
Die Mihrab-Nische ist durch einen Lambrequinbogen vom Moscheeraum abgesetzt. Der Bogen der im Innern der vollkommen schmucklosen, jedoch polygonal gebrochenen Mihrab-Nische wird außen von einem großen Flechtbandornament eingerahmt; über dem Portal sind aus Stuck gefertigte Hufeisenbögen sowie Rosetten in den Bogenzwickeln zu sehen.
Links der Mihrab-Nische befindet sich der (ehemalige) Eingang für den Imam, rechts das Gefach für den hölzernen Minbar, der jedoch nicht erhalten ist; beide Bauteile sind mit Vielpassbögen vom Moscheeraum abgegrenzt.

### Sonstiges
Die schadhaften alten Holztüren der Koutoubia-Moschee von Marrakesch werden in einer Ecke des Moscheeraums gelagert.